# Eemshaven
Eemshaven er en havn i Eemsmond kommune, provinsen Groningen, Nederlandene.
I 1968 besluttede Nederlandenes regering, at området omkring floden Ems munding (Eemsmond) skulle udvikles til en økonomisk nøgleregion. En af de stategiske målsætninger for regionen var anlæggelsen af en ny havn kaldet Eemshaven. Den nye havn blev officielt åbnet af hendes Majestæt Dronning Juliana 1973. I 2007 udvikledes der planer om at bygge en LNG-terminal og desuden planer om opførelse af en biodieselfabrik.
Inverteringsstationen til HVDC NorNed ligger i Eemshaven. Den modsvarande strømensretterstation ligger i Feda i Vest-Agder i Norge.
COBRAcable er et HVDC strømkabel mellem Eemshaven og Esbjerg i Danmark, som er under konstruktion med planlagt færdiggørelse i 2019. Kablet skal have en længe på 325km og en kapacitet på 700MW. Kabler ejes og konstrueres af Energinet.dk og TenneT.

53°26′54″N 6°49′52″Ø / 53.44833°N 6.83111°Ø